# Commodore CBM-II
La serie Commodore CBM-II fu una linea di personal computer a 8 bit prodotti da Commodore Business Machines (CBM) tra il 1982 e il 1984.
Diretta evoluzione della serie Commodore PET, era offerta in due versioni, una per l'impiego domestico e una per quello professionale: entrambe sono basate sulla poco diffusa CPU MOS 6509, derivata dalla più conosciuta MOS 6502. I case di questi computer furono progettati dal centro stile Porsche Design.

## Storia
A causa della popolarità del Commodore 64, negli Stati Uniti la serie "P" fu cancellata ancor prima di essere ufficialmente presentata così che solo pochi modelli furono venduti in quel Paese. In Europa furono commercializzati come CBM 500 ma non ottennero grandi risultati economici.
Il modello più noto della serie "B" fu il CBM 610/CBM B128, dotato di 128 kB di RAM. Commodore cedette questo computer a Protecto Enterprises, un grosso distributore americano di Chicago di prodotti Commodore (che vendeva per corrispondenza), che li commercializzava con una doppia unità a dischi, un monitor ed una stampante. A causa degli accordi presi con la stessa Commodore, Protecto non poteva utilizzare il marchio "Commodore", che però era visibile nelle pubblicità pubblicate su diverse riviste del settore.
Dopo averla tolta dal commercio, Commodore cedette tutta la documentazione e gli schemi tecnici della serie CBM-II al CBUG, il Chicago B128 Users Group, che rilasciò diversi applicativi per queste macchine. Nonostante il lavoro del CBUG, la libreria software non era paragonabile a quelle del C64 e del Commodore VIC-20.
Il case dal profilo arrotondato dei computer della serie CBM-II fu poi ripreso da Commodore per le ultime versioni dei PET/CBM (come il modello CBM 8296), che la linea CBM-II avrebbe dovuto sostituire.

## Caratteristiche tecniche

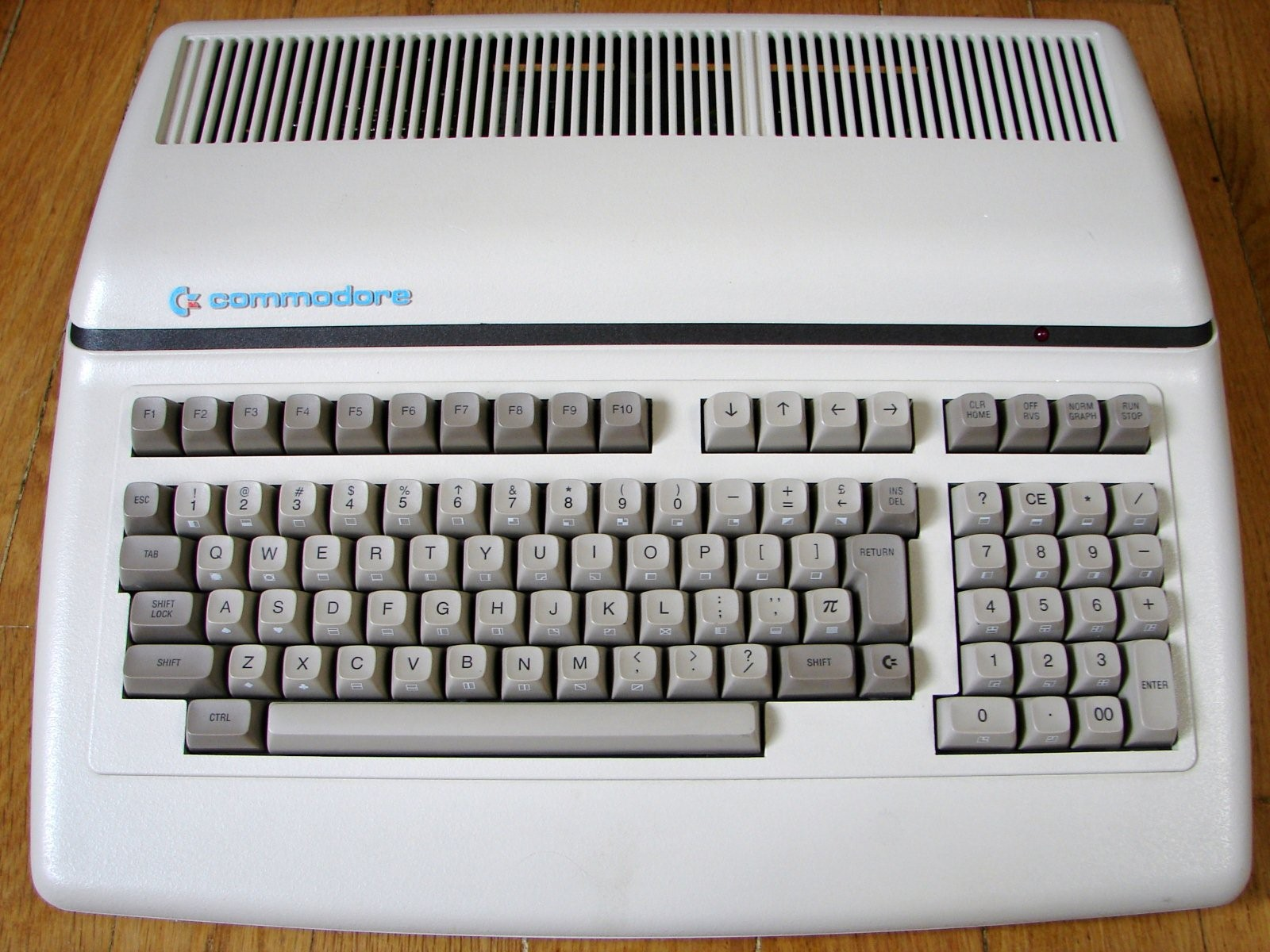
Un Commodore CBM 610, la versione europea del Commodore B128

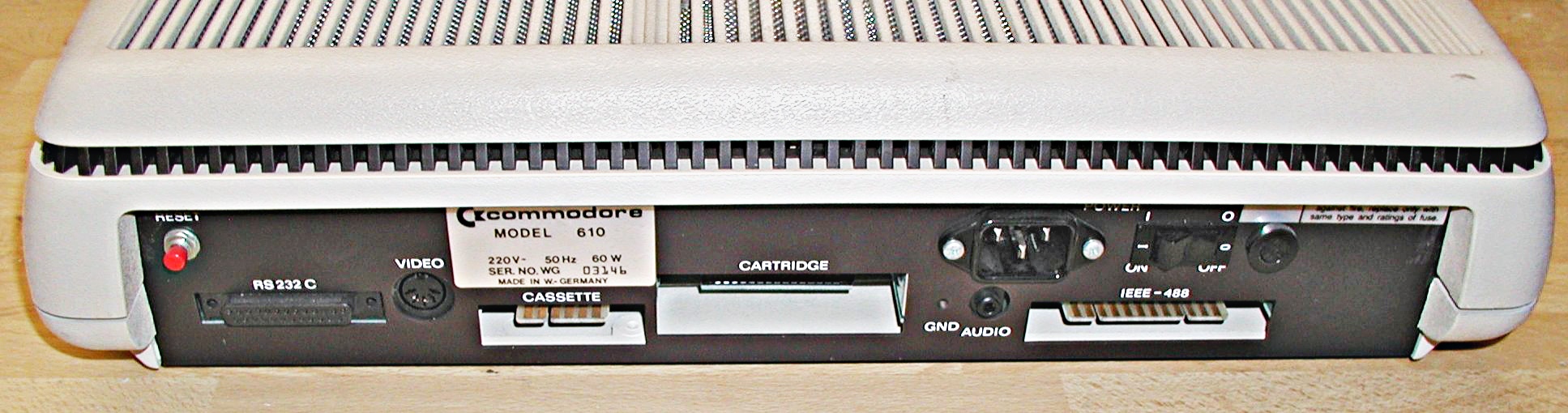
I connettori della parte posteriore del CBM 610

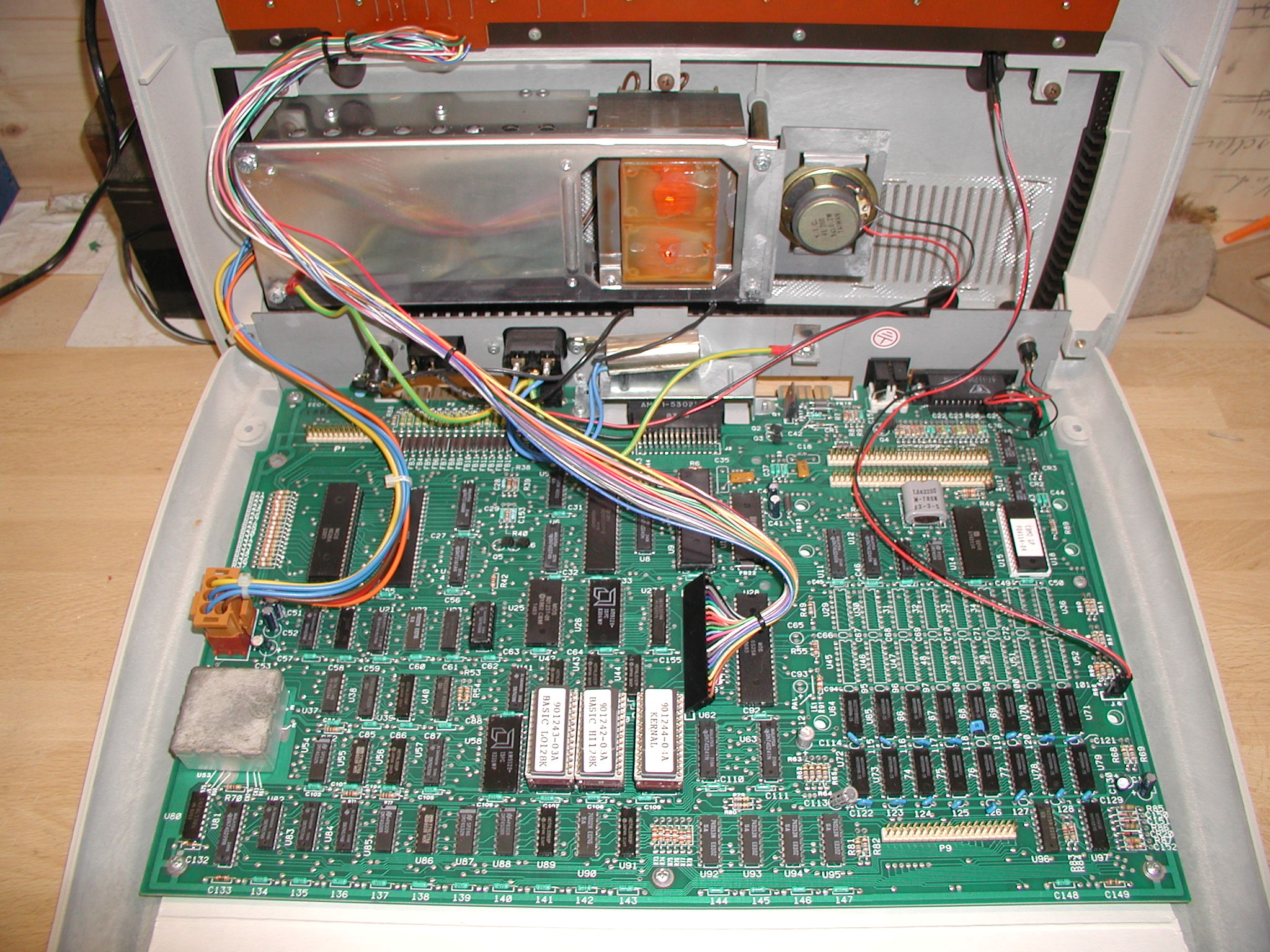
La scheda madre e l'alimentatore del CBM 610

Caratteristica comune ad entrambe le serie era la CPU utilizzata, il MOS 6509, una versione derivata dal MOS 6502 capace di indirizzare fino ad 1 MB di memoria grazie all'uso del bank switching, anche se nessun modello di CBM-II montava più di 256 kB. Il chip sonoro era il MOS 6581 SID del Commodore 64, rispetto al quale presentava delle limitazioni dovute all'utilizzo di un clock più elevato (2 MHz). I computer CBM-II avevano una porta seriale RS232 ed una parallela IEEE-488 (per l'uso con unità a dischi e stampanti), come i precedenti modelli PET. Integrato in ROM era presente il Commodore BASIC in versione 4.0.
Era disponibile anche una scheda di espansione che montava un Intel 8088 grazie al quale era possibile utilizzare i sistemi operativi CP/M-86 e MS-DOS 1.25: i CBM-II non erano però compatibili IBM e per i suddetti DOS fu scritto pochissimo software specifico. Tale scheda era poi utilizzabile solo nei computer della serie P con case alto ("hi profile") per via dei problemi di alimentazione e di spazio all'interno di quelli con case basso ("lo profile").

## Modelli
La serie CBM-II era offerta in due varianti: la serie P per l'utenza domestica ("P" stava per "Personal") e la serie B per l'utenza affari ("B" stava per "Business"). I computer della serie B erano offerti sia con un monitor monocromatico a fosfori verdi integrato ed una tastiera separata, detti "ad alto profilo" ("high profile") per l'altezza del case, sia con la tastiera integrata e senza monitor, detti "a basso profilo" ("low profile").
I computer della serie P e quelli della serie B con case a basso profilo furono messi in commercio prevalentemente in Europa, mentre gli altri furono commercializzati anche in Nord America. Le macchine vendute negli Stati Uniti ed in Canada avevano però nomi differenti rispetto agli stessi modelli distribuiti in Europa.

### Serie P
La serie P usava uno schermo a 40 colonne, per via dell'utilizzo del chip grafico MOS VIC-II, lo stesso montato sul Commodore 64, ed includeva 2 porte giochi in standard Atari. Il 6509 operava ad una frequenza di 1 MHz a causa dell'utilizzo del VIC-II, che internamente lavorava a 1 MHz
- Modello CBM 500 (USA/Canada: CBM B128): 128 kB di RAM, schermo a 40 colonne
- Modello CBM 600 (USA/Canada: CBM B256): 256 kB di RAM, schermo ad 80 colonne

### Serie "B"
La serie B usava invece un altro chip grafico, il MOS 6545 CRTC operante a 1,5 MHz, un chip grafico derivato dal Motorola 6845 che forniva un'immagine monocromatica ad 80 colonne, più adatta all'uso con word processor ed altri software per l'ufficio rispetto a quella a 40 colonne offerta dal VIC-II. Molti modelli montavano il Motorola 68B45 o il MOS 6545A1, chip grafici operanti a 2 MHz. Il 6509 della serie B era impostato per operare a 2 MHz di clock.
- Modello CBM 710 (USA/Canada: CBM 128/80): 128 kB RAM
- Modello CBM 720 (USA/Canada: CBM 256/80): 256 kB RAM
- Modello CBM 730 (USA/Canada: CBMX 256/80): 256 kB RAM, coprocessore i8088

## Nei media
Un esemplare lo si nota bene sulla scrivania di lavoro dell'avvocato dott. Renz nella serie televisiva Un caso per due nella quinta stagione.